# Sen kväll med Pierre
Sen Kväll med Pierre var ett TV-program som spelades in för SVT och som ingick i humorsatsningen Humorlabbet.

## Handling
Pierre är en kille från förorten som alltid drömt om att göra sin egen talkshow. För att övertyga TV-kanalerna om att han är rätt man för jobbet spelar han, tillsammans med sina bästa vänner, in en egen talkshow i sin mammas vardagsrum.

## Medverkande
- Fredrik Eddari – Pierre
- Daniel Boyacioglu – Hermez Saliba
- Felipe Leiva Wenger – Lilla Al Fadji
- Ali Fegan

Fredrik Eddari är mer känd under artistnamnet "Big Fred" och Felipe Leiva Wenger som "Fille" från rapduon Ison och Fille.